# Joint Special Operations Task Force - Philippines

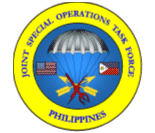
Emblem des JSOTF-P

Das Joint Special Operations Task Force - Philippines oder JSOTF-P war eine Task Force des USSOCPAC bestehend aus Spezialeinheiten. Die Task Force wurde im Juli 2002 aufgestellt und baute dabei auf die Arbeit der Joint Task Force 510. Am 24. Februar 2015 wurde mit einer Abschlusszeremonie die Task Force aufgelöst.

## Auftrag
Der Auftrag der JSOTF-P ist die Philippinischen Streitkräfte bei der Bekämpfung der Islamistischen Terrororganisationen Jemaah Islamiyah und Abu Sajaf zu unterstützen (siehe Moro-Konflikt). Dabei sollen die amerikanischen Soldaten nicht in Kampfhandlungen eingreifen, stattdessen ausbildende und beratende Funktionen einnehmen. Sollten US-Soldaten trotzdem in Operationen gehen, dürfen sie sich nicht an Kampfhandlungen beteiligen und sind angehalten, deutlich hinter den philippinischen Soldaten mitzulaufen. Trotzdem hatten US-Soldaten Waffen zum Selbstschutz. Hintergrund dieser Regelung ist, dass die Verfassung der Philippinen kein direktes Eingreifen fremder Militärs auf eigenem Boden duldet. Zusätzlich bot die Task Force Medizinische Hilfe für die Zivilbevölkerung an.

## Einheiten
Die Joint Special Operation Task Force - Philippines hat im Jahr 2002 mit 226 Soldaten angefangen. Dabei hatte sie die Advance Operational Base 170 und vier Operational Detachment Alpha (ODA) als Personal. Dabei war die JSOTF-P in Manila in der US-Botschaft stationiert.
Im Jahr 2004 wurde die Truppenstärke auf 50 bis 80 Soldaten verringert. Dabei waren etwa 50 Soldaten beratend tätig. Unter anderem 14 Soldaten des 6th Special Operations Squadron, des 1st Special Operations Wing, bildeten Philippinische Luftwaffen Soldaten aus. In dieser Zeit wurde auch das Hauptquartier von Manila nach Zamboanga City ins Camp Navarro verlegt.
In der darauf folgenden Jahre wuchs die Truppenstärke wieder an, so dass man im Jahr 2005 273 Soldaten zur Verfügung hatte und im Jahr 2010 die Truppenstärke 607 Soldaten erreichte. Auch wurden zwei ODAs in Jolo, um die Philippinische Joint Task Force Comet zu unterstützen, und in Cotabato City stationiert. Zusätzlich kam noch ein Naval Special Warfare Team in Davao dazu. 2005 wurde die TF Mindanao gegründet, welche in Cotabato City im Camp Siongco stationiert war und die 6. Infanterie-Division unterstützte. Im September 2007 wurde noch ein TF Archipelago, welches von einem Naval Special Warfare Team gebildet wurde, aufgestellt und sechs Jahre aktiv blieb.
Nach 2011, unter dem Kommando von Beaudette wurde die Task Force wieder verkleinert und man hatte weniger als 200 Soldaten zur Verfügung, weil sich seit 2010 abzeichnet, dass man bis 2015 die Task Force auflösen will. Als man dann im Jahr 2015 die Task Force aufgelöst hat, wurde in der US-Botschaft im Oktober 2014 ein U.S. Pacific Command Augmentation Team (PAT) aufgestellt, um die Arbeit im geringen Masse fort zu führen.

## Kommandeure
- Colonel Douglas R. Lengenfelder, US Air Force, Juli 2002 bis 1. April 2003[6]
- Captain David Pittelkow, US Navy, ab 1. April 2003[6]
- Lieutenant Colonel Dennis Downey, US Army, bis Juli 2004[6]
- Lieutenant Colonel Thomas  M. Johnson, US Army, von Juli 2004 bis Juli 2005[6]
- Colonel James B. Linder, US Army[13]
- Colonel David S. Maxwell, US Army, 2007[13][14]
- Colonel William Coltrup, US Army, 2008 bis 2. Juli 2010[15][16]
- Captain Robert V. Gusentine, US Navy, 2. Juli 2010 bis 24. Juni 2011[16][11]
- Colonel Francis M. Beaudette, US Army, 24. Juni 2011 bis 28. Juni 2012[11]
- Colonel Mark A. Miller, US Army, 28. Juni 2012[11]
- Colonel Robert C. McDowell, US Army, 16. August 2013 bis Mai 2014[12]
- Colonel Erik M. Brown, US Army, Mai 2014 bis 24. Februar 2015[12]